# BATONA

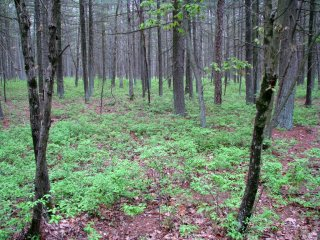

BATONA — пешеходный маршрут в южном Нью-Джерси (США), объединяющий три парка:
- Лесной заповедник имени Брендана Бирна
- Лесной заповедник имени Джозефа Уортона
- Bass River State Forest

Общая длина маршрута 50 миль (80,4 километра) проходит через уникальную экологическую систему Сосновые пустоши.
Сосновые пустоши — прибрежная равнина в южной части штата Нью-Джерси, площадью порядка 4500 квадратных километров, покрытая густым, преимущественно сосновым лесом. Эта местность была названа «пустошью» так как песчаная почва не способствовала произрастанию традиционных сельскохозяйственных культур, привезённых первыми переселенцами из Европы. Вместо этого Сосновые пустоши стали одним из первых промышленных районов США, получившие известность в первую очередь как место производства железа использованного континентальной армией США во время войны за независимость. Предпринятая английскими войсками экспедиция по захвату железоплавильных печей потерпела неудачу.
За 150 лет индустриального развития, Сосновые пустоши пришли в упадок и к началу XX века представляли собой зоны песчаных пустынь с редкими остатками лесов. В 20-х и 30-х годах штат Нью-Джерси выкупил значительные участки земли на который были основаны парки и заказники. В 1933-38 годах несколько тысяч работников Гражданского корпуса охраны окружающей среды высадили во вновь созданных парках миллионы саженцев деревьев заложив основу современных Сосновых пустошей.
Идея создания пешеходного маршрута через Сосновые пустоши принадлежит Дэйлу Напшаферу (Dale Knapschafer). В 1961-м году президент BATONA hiking club связался с комиссионером департамента природоохраны и экономического развития Нью-Джерси с предложением о проложении этого маршрута. Летом 1961 года первые 30 миль тропы были проложены. В течение последующих лет длина маршрута была увеличена до 50 миль. Тропа по прежнему продолжает поддерживаться BATONA hiking club совместно с персоналом парков через которые он проходит.
Маршрут проходит по отнисительно плоской местности, подъёмы и спуски незначительны. На протяжении примерно 15 километров в Wharton State Forest маршрут проходит по берегу реки Батсто. Маршрут несколько раз пересекает достаточно крупные дороги, такие как Rte 70 и Rte 72. Опасных и вообще крупных зверей в парке нет, единственную опасность представляют клещи, переносящие лихорадку Лайма. На маршруте находится мемориал на месте гибели лётчика Эмилио Карранза.

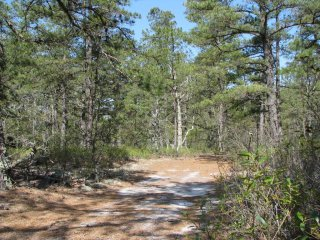